# Damnation (série télévisée)
Pour l’article homonyme, voir Damnation.
Damnation est une série télévisée américaine en dix épisodes de 43 minutes créée par Tony Tost et diffusée du 7 novembre 2017 au 18 janvier 2018 sur USA Network et dans le monde, y compris dans les pays francophones, sur le service de streaming en ligne Netflix depuis le 5 février 2018.

## Synopsis
Cette série télévisée épique retrace l'histoire secrète du cœur américain dans les années 1930, pendant la Grande Dépression. Elle est centrée principalement sur le conflit et la lutte violente entre les riches et les opprimés. Tout cela commence avec Seth Davenport, le personnage principal, qui est un inconnu au passé violent et qui se fait passer pour un pasteur dans une petite campagne de l'Iowa et qui espère pouvoir aider les fermiers à disposer de leurs droits.

## Distribution

### Acteurs principaux
- Killian Scott (VF : Félicien Juttner) : Seth Davenport
- Logan Marshall-Green (VF : Thibaut Lacour) : Creeley Turner
- Sarah Jones (VF : Chloé Berthier) : Amelia Davenport
- Chasten Harmon (VF : Déborah Claude) : Bessie Louvin
- Christopher Heyerdahl (VF : Régis Lang) : Don Berryman
- Melinda Page Hamilton (VF : Anneliese Fromont) : Connie Nunn
- Joe Adler (VF : François Santucci) : DL Sullivan

Photos des acteurs principaux
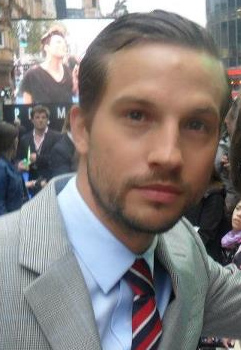
Logan Marshall-Green dans le rôle de Creeley Turner.
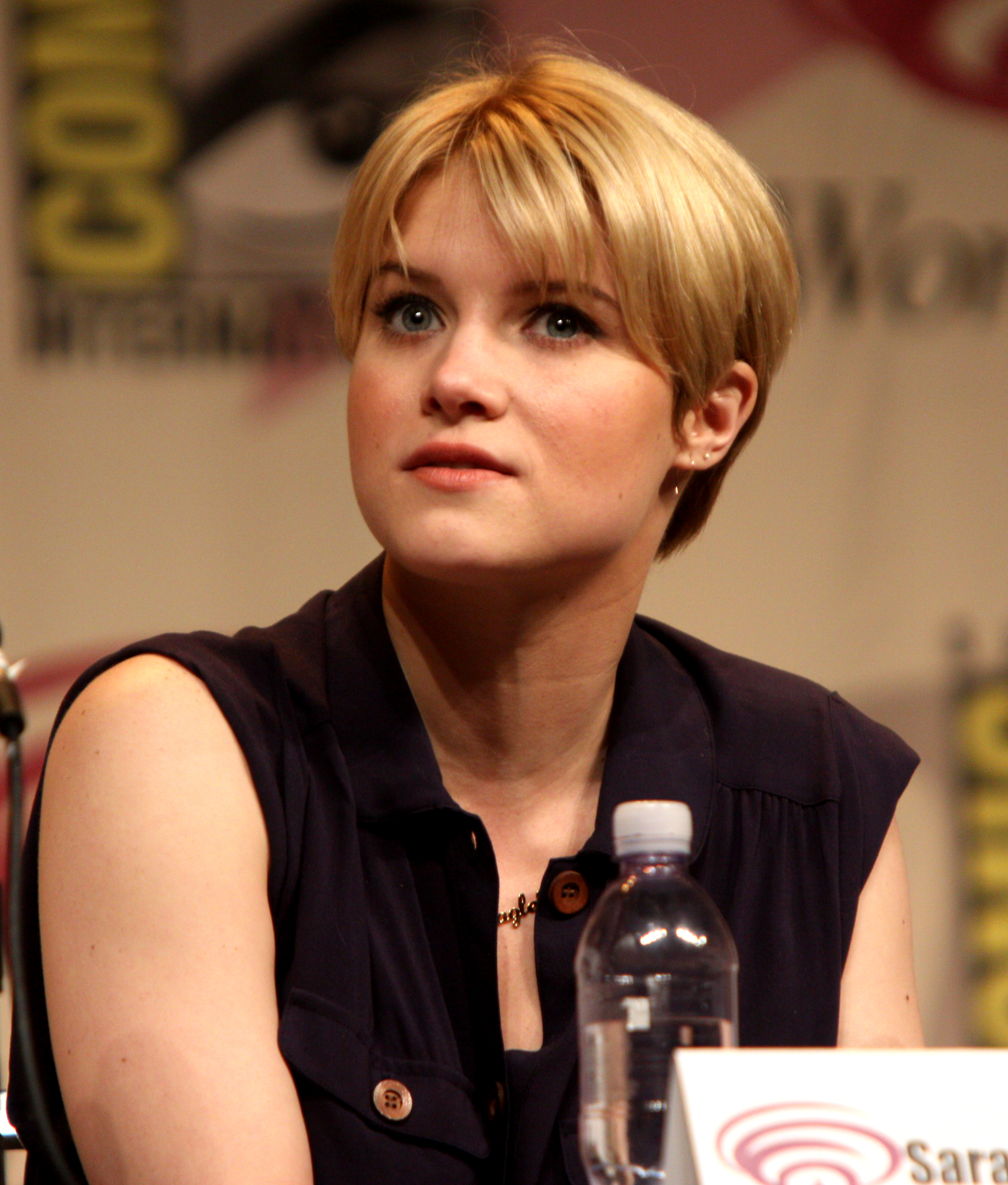
Sarah Jones interprète Amelia Davenport.
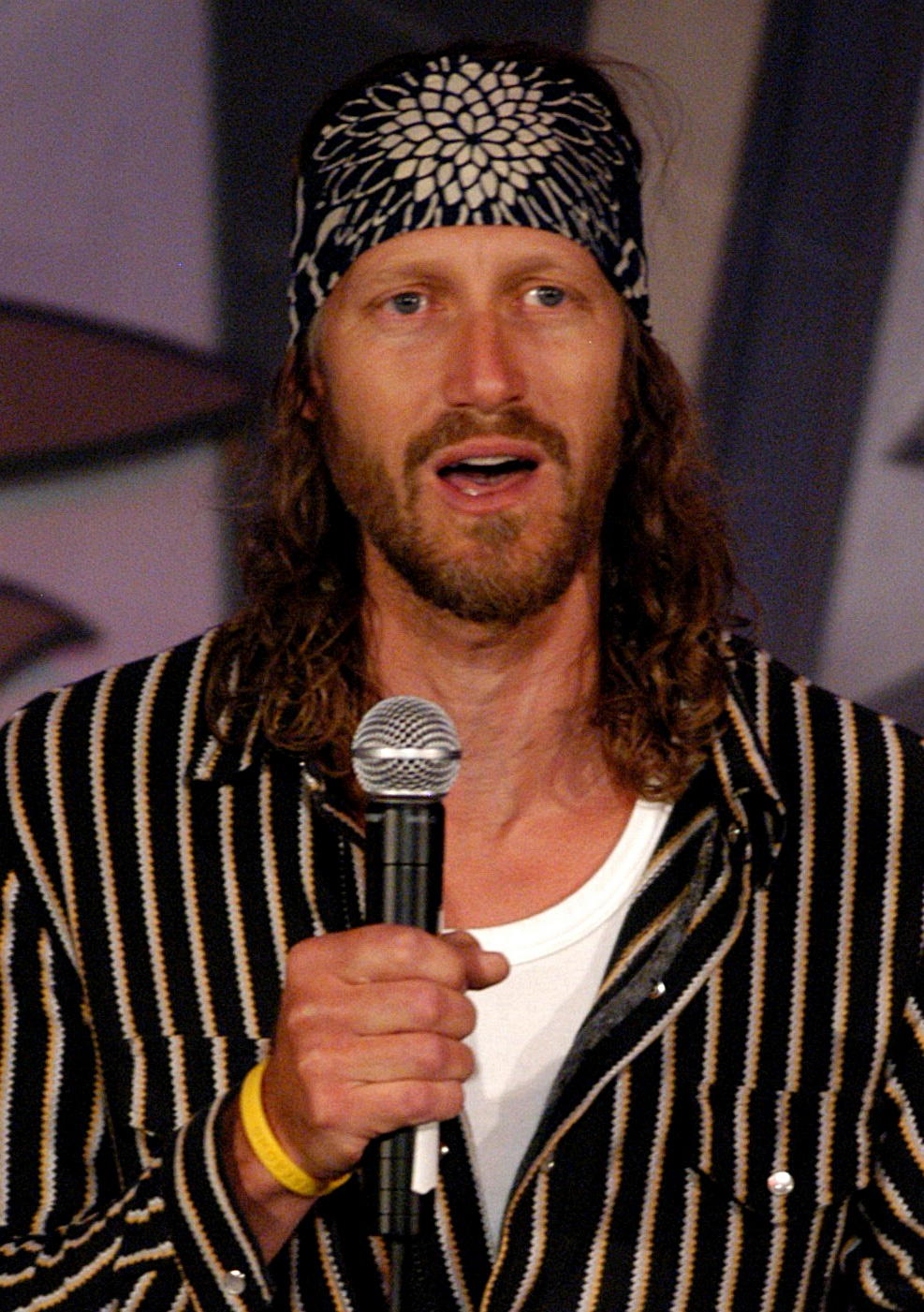
Christopher Heyerdahl interprète Don Berryman.

### Acteurs récurrents
- Paul Rae (VF : Patrick Raynal) : Melvin Stubbs
- Phillipa Domville (VF : Claudie Cuillot) : Martha Riley
- David Haysom (VF : Hervé Lacroix) : Sheriff Raymond Berryman
- Dan Donohue (VF : François Raison) : Calvin Rumple
- Tom Butler (VF : François-Eric Gendron) : Burt Babbage
- Juan Javier Cardenas : Lew Nez
- Arnold Pinnock (en) (VF : Frantz Confiac) : Victor
- Teach Grant (VF : François Delaive) : Preston Riley
- Gabriel Mann (VF : Cédric Chevalme) : Martin Eggers Hyde
- Zach McGowan (VF : Jérémie Covillault) : Tennyson Duvall
- Timothy V. Murphy (en) (VF : Achille Orsoni) : Gram Turner
- Bradley Stryker (VF : Laurent Larcher) : Tanner Phillips
- Rohan Mead (VF : Samuel Cahu) : Sam Riley Jr.
- Alexis McKenna (VF : Maryne Bertieaux) : Brittany Butler
- Hannah Masi (VF : Florie Auclerc) : Cynthia Rainey
- Nola Augustson (VF : Françoise Vallon) : Della

- Version française
  - Société de doublage : Deluxe Media Paris[4]

 Source et légende : version française (VF) sur RS Doublageet DSD

## Production
Faute d'audience, le 25 janvier 2018, la série est annulée par USA Network.

## Épisodes
1. Titre francophone inconnu (Sam Riley's Body)
2. Titre francophone inconnu (Which Side Are You On?)
3. Titre francophone inconnu (One Penny)
4. Titre francophone inconnu (The Emperor of Ice Cream)
5. Titre francophone inconnu (Den of Lost Souls)
6. Titre francophone inconnu (In Wyoming Fashion)
7. Titre francophone inconnu (A Different Species)
8. Titre francophone inconnu (The Goodness of Men)
9. Titre francophone inconnu (Dark Was the Night, Cold Was the Ground)
10. Titre francophone inconnu (God's Body)